# Cathédrale Notre-Dame-du-Siège de Séville
Pour les articles homonymes, voir Cathédrale Notre-Dame et Notre-Dame.
La cathédrale Notre-Dame-du-Siège (en espagnol : Catedral de Santa María de la Sede) de Séville est l'église-mère de l'archidiocèse de Séville, en Andalousie. Construite à partir de 1402 dans le style gothique et consacrée en 1507, elle est célèbre pour son clocher, la Giralda, ancien minaret hispano-mauresque de la grande mosquée almohade qui s'élevait à l'emplacement de l'actuelle cathédrale.
Troisième cathédrale d'Espagne par la hauteur de sa nef, elle est inscrite à la liste du patrimoine mondial de l'UNESCO depuis 1987.

## Histoire

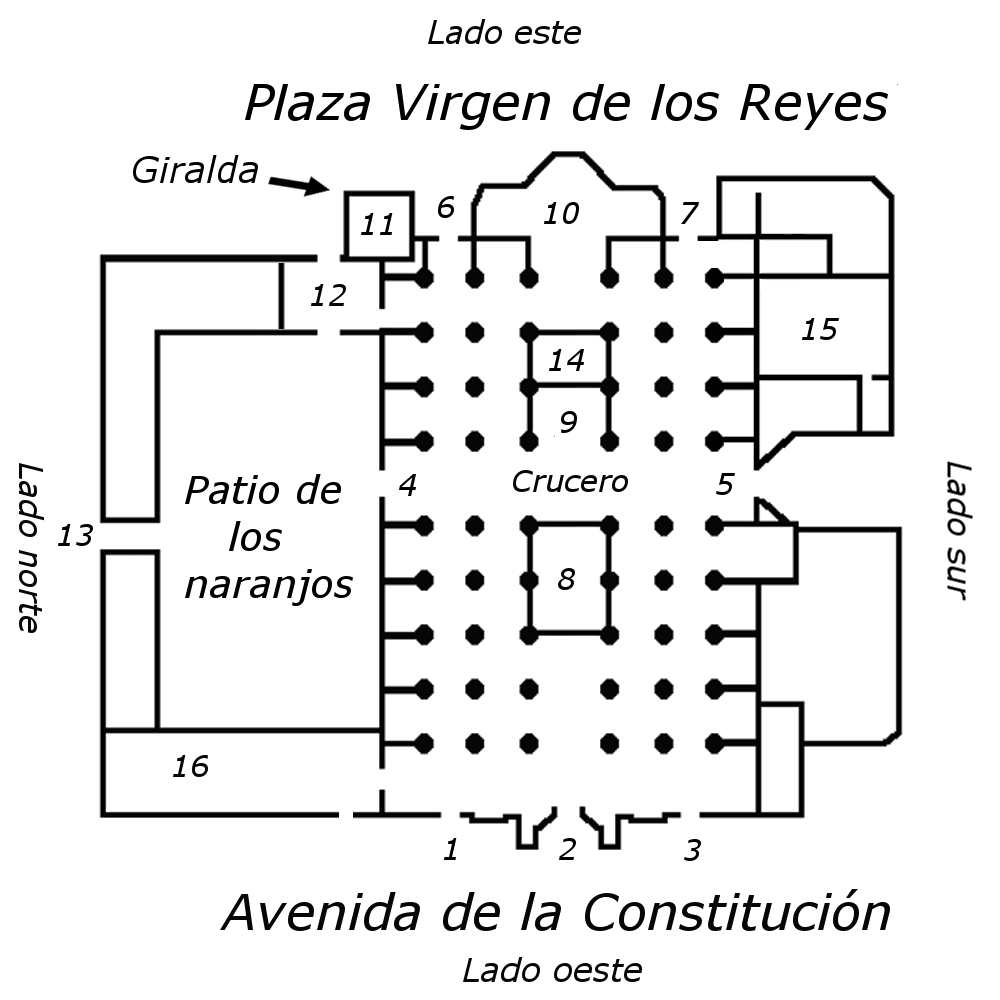
Plan de la cathédrale

L'édifice a été construit en lieu et place d'une mosquée almohade à Séville, dans le souci de symboliser, par un monument prestigieux, la prospérité de la capitale andalouse devenue une grande cité commerçante après la Reconquista. Le vendredi 8 juillet 1401, lors de la réunion  qui devait décider la construction du monument, Alonso Martinez, l'architecte de cette cathédrale, prononça cette phrase qui décrit bien l'état d'esprit des autorités sévillanes : « Construisons un temple si grand que ceux qui le verront terminé nous prendront pour des fous ! ». Son premier architecte était le maître Carlin, originaire de Normandie. Les bâtisseurs réutilisèrent des éléments et des colonnes de la mosquée et transformèrent en campanile son minaret, la fameuse tour de la Giralda, aujourd'hui devenue le symbole de la ville.
L'intérieur, avec la nef la plus longue d'Espagne, est décoré de façon fastueuse, avec profusion d'ors. Dans le corps principal de l'édifice se distingue le chœur, qui occupe le centre de la nef, avec deux grandes orgues. Il s'ouvre sur la chapelle principale (Capilla Mayor), qui est dominée par le colossal retable gothique comprenant 45 panneaux sculptés représentant des scènes de la vie du Christ. Ce chef-d'œuvre unique et véritablement extraordinaire du sculpteur Pierre Dancart (es) est l'ouvrage de toute une vie et constitue le tableau d'autel le plus grand et le plus riche du monde[réf. nécessaire] et l'une des plus somptueuses pièces sculptées de l'art gothique.
À la fin du corps principal se trouve la chapelle royale, construite par l'architecte Hernan Ruiz. Dans cette chapelle, sont enterrés les rois Ferdinand III le Saint et Alphonse X le Sage et la reine Béatrice de Souabe (1205-1235).
La cathédrale possède une collection importante de pièces d'orfèvrerie, de tableaux et de statues, ainsi que le tombeau de Christophe Colomb (Séville se disputant avec Saint-Domingue l'honneur d'abriter les restes de l'illustre navigateur).
Elle abrite de plus un ostensoir monumental qui est le plus grand au monde[réf. nécessaire].

## Description
Par sa superficie et son volume (environ 500 000 m3), c'est l'une des plus grandes cathédrales catholiques du monde et la troisième cathédrale d'Espagne par la hauteur de sa nef.
Elle mesure 132 mètres de long — ce qui est moindre que les cathédrales de Milan (158 mètres),  Cologne (144,58 mètres), d'Amiens (145 mètres) ou de Metz (136 mètres) —. Elle les surpasse toutes par sa largeur de 83 mètres[réf. nécessaire] sur toute sa longueur ; les voûtes de sa nef centrale s'élèvent à 42 mètres, une hauteur comparable à celle des cathédrales de Cologne (43 mètres), d'Amiens (42 mètres) et de Metz (41,41 mètres), inférieure à celle des cathédrales de Milan, Palma et de Beauvais (48,5 mètres). Elle possède une trentaine de chapelles latérales.

## Les orgues

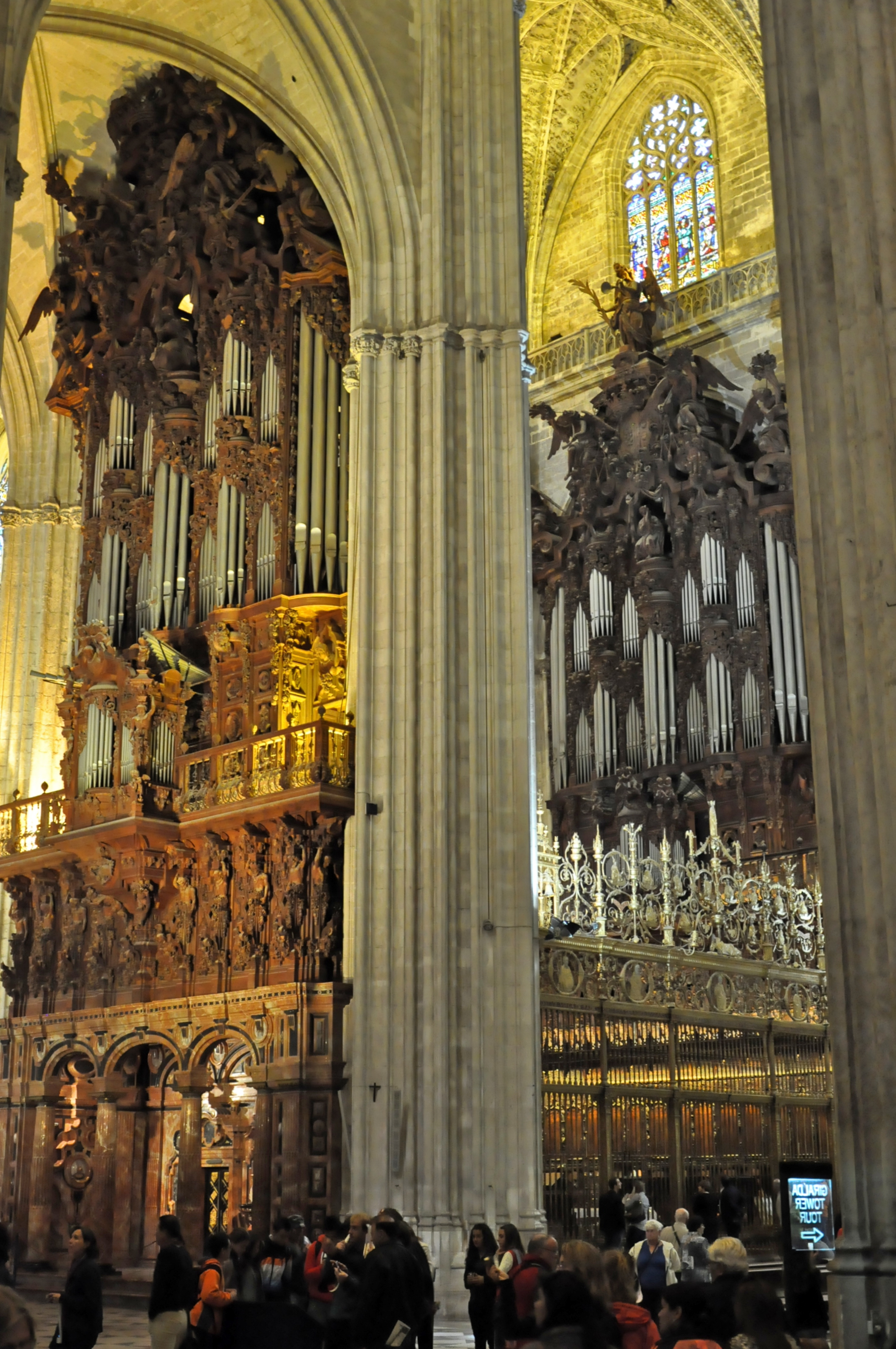
Les deux orgues, ne formant qu'un seul.

L'histoire des orgues de la cathédrale de Séville remonte à 1479. Elle abritait deux instruments historiques : un orgue Gospel de Jordi Bosch, achevé en 1793, et un orgue de Valentín et José Valentín Verdalonga, achevé en 1831. Aucun des deux n'a survécu au tremblement de terre de 1888. Ils ont été remplacés en 1901-1903 par des orgues jumeaux d'Aquilino Amezua. Ceux-ci ont été convertis à la commande électrique en 1973 et sont maintenant joués à partir d'une console unique à quatre claviers située sur le sol entre les deux orgues. Ceux-ci se trouvent dans la nef centrale (chœur). Ils sont construits en miroir l'un par rapport à l'autre dans deux travées, avec le buffet d'orgue tourné vers la nef centrale et vers les nefs latérales. Leurs buffets baroques sont en bois massif. L'orgue a ensuite été retravaillé par Gerhard Grenzing en 1996, ajoutant des capacités baroques plus traditionnelles à cet instrument romantique et symphonique.

Composition
| Organo Mayor (Grand-Orgue) 58 notes |
| flautado 16′                        |
| violón 16′                          |
| flautado 8′                         |
| tapado 8′                           |
| octava 4′                           |
| quinta 1 1⁄3′                       |
| corneta V 8′                        |
| lleno mayor V-VI                    |
| zímbala VI                          |
| bombarda 16′                        |
| trompeta real 8′                    |
| trompeta batalla 8′                 |
| bajoncillo/clarín 4′/8′             |
| orlos 8′                            |
| clarín 8′                           |
| chirimía 4′                         |

| Cadireta (Positif) 58 notes |
| flautado 8′                 |
| chiminea 8′                 |
| octava 4′                   |
| tapadillo 4′                |
| docena 2 2⁄3′               |
| quincena 2′                 |
| decinovena 1 1⁄3′           |
| lleno III                   |
| zímbala III                 |
| churumbela II               |
| trompeta 8′                 |
| cromorno 8′                 |
| bajoncillo 4′               |

| Expresivo (Récit expressif) 58 notes |
| flautado violón 16′                  |
| flauta armónica 8′                   |
| corno de gamo 8′                     |
| voz celeste 8′                       |
| principal 4′                         |
| flauta octaviante 4′                 |
| lleno V                              |
| fagot 16′                            |
| trompeta 8′                          |
| clarín 4′                            |
| oboe 8′                              |
| voz humana 8′                        |

| Sección Bombarda (Bombarde) 58 notes |
| flautado mayor 16′                   |
| flautado 8′                          |
| octava 4′                            |
| quincena 2′                          |
| nazardos y corneta III-VII           |
| trompeta imperial 32′                |
| bombarda 16′                         |
| trompeta magna 16′                   |
| clarin claro 8′                      |
| chirimía 4′                          |
| violeta 2′                           |
| trompeta de batalla 8′               |
| bajoncillo 4′                        |

| Pedal (Pédale) 32 notes |
| contras 32′             |
| flautado 16′            |
| subbajo 16′             |
| flautado 8′             |
| bajo dulce 8′           |
| octava 4′               |
| compuestas IV           |
| quinta 10 2⁄3′          |
| nazardos III            |
| contra bombarda 32′     |
| bombarda 16′            |
| fagot 16′               |
| trompeta 8′             |
| clarín 4′               |

## La Giralda
La Giralda, ancien minaret de la mosquée préexistante, exerce la fonction de tour et de campanile ou clocher de la cathédrale. Importante par son histoire, c'est aussi un monument d'une remarquable architecture. Sa base carrée située à 7,12 mètres au-dessus du niveau de la mer, a 13,61 mètres de côté, tandis que sa hauteur est de 104,06 mètres. Elle fut construite à l'image du minaret de la mosquée Koutoubia de Marrakech (au Maroc), bien que l'étage supérieur et le clocher à lanternon qui le surmonte soient de style Renaissance, européen.

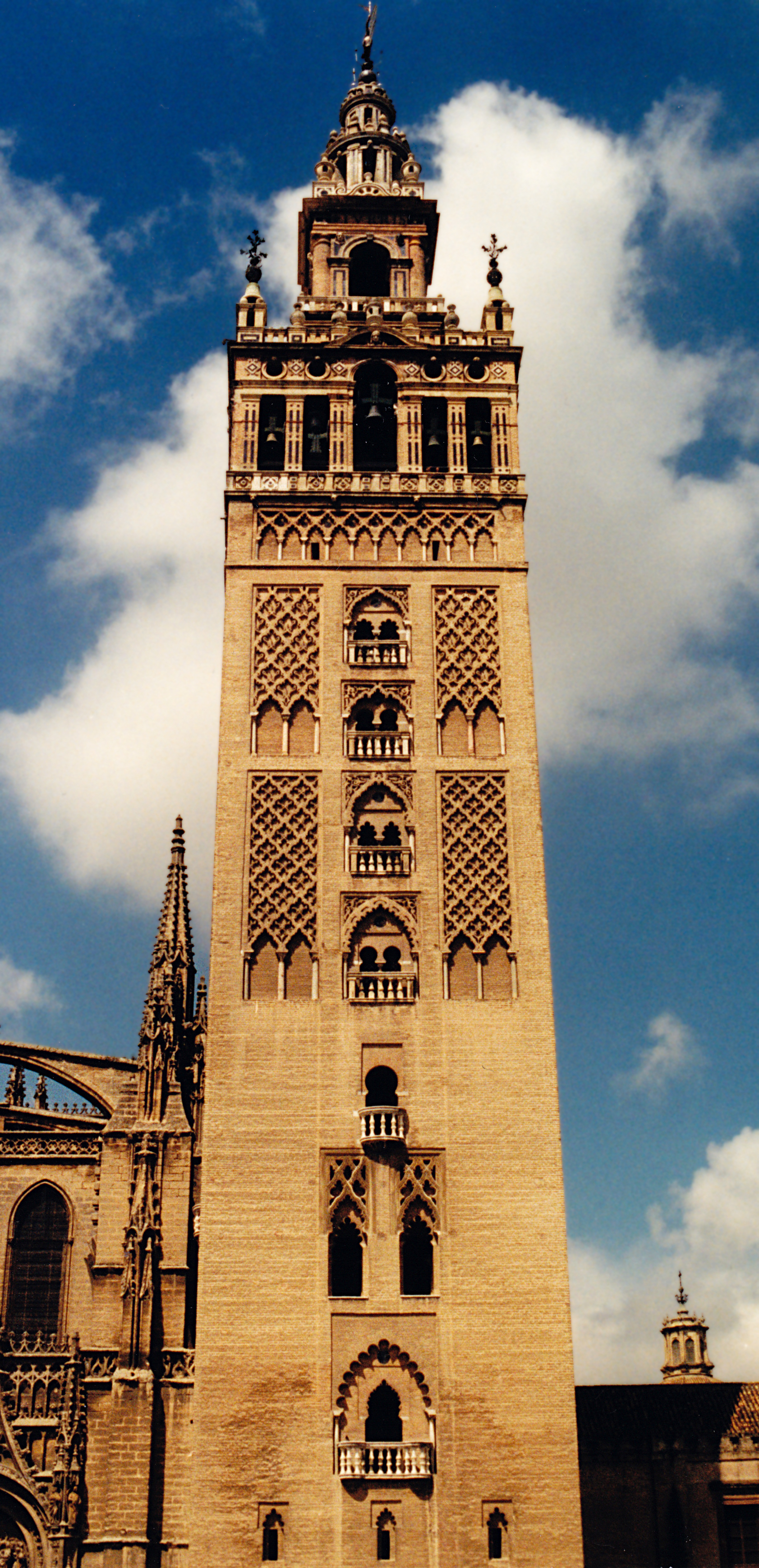
La Giralda.
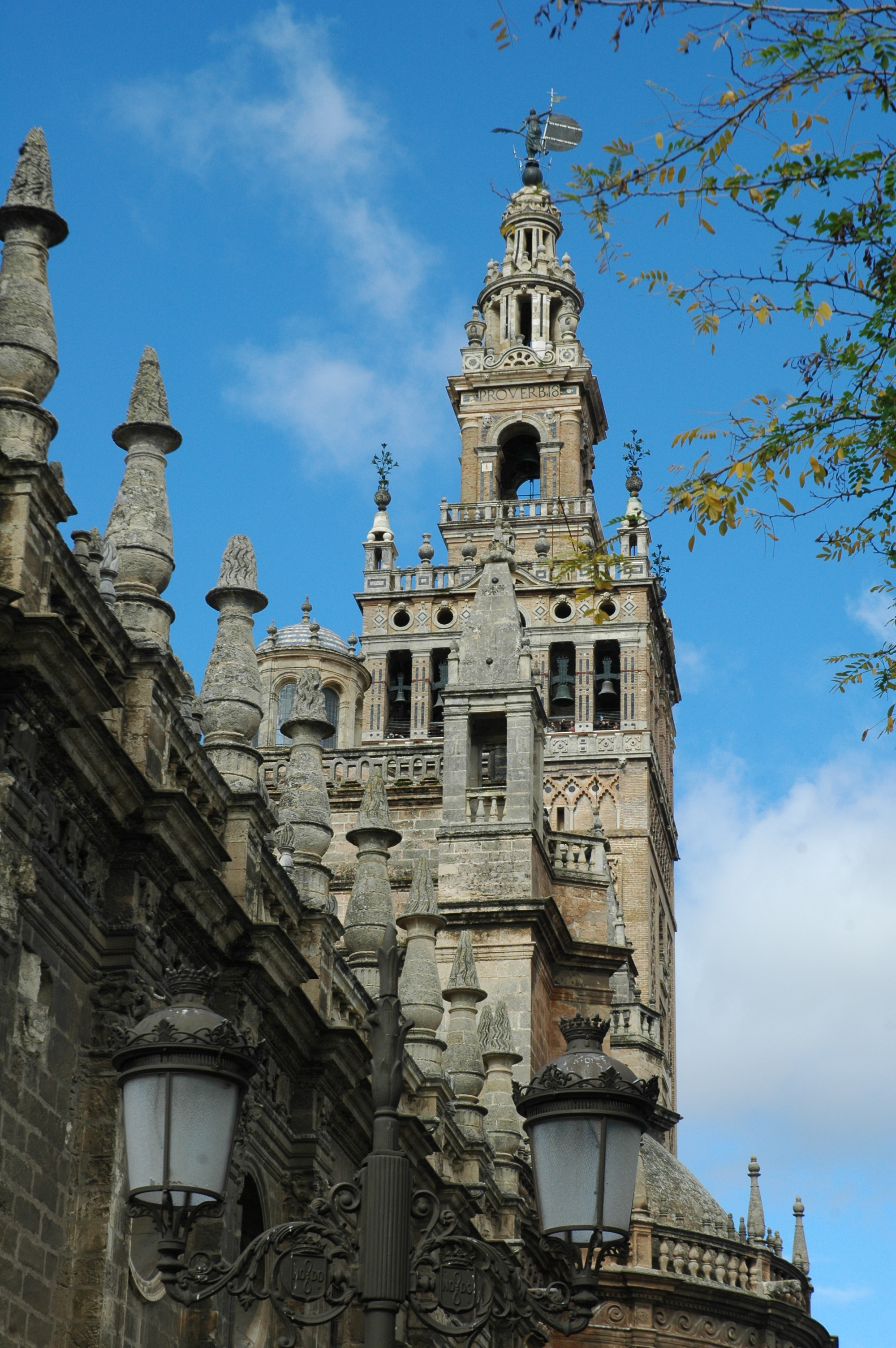
Autre vue de la Giralda.

## Protection
L'édifice fait l’objet d’un classement en Espagne au titre de bien d'intérêt culturel depuis le 29 décembre 1928.
Elle est inscrite sur la liste du patrimoine mondial de l'UNESCO depuis 1987.

## Galerie

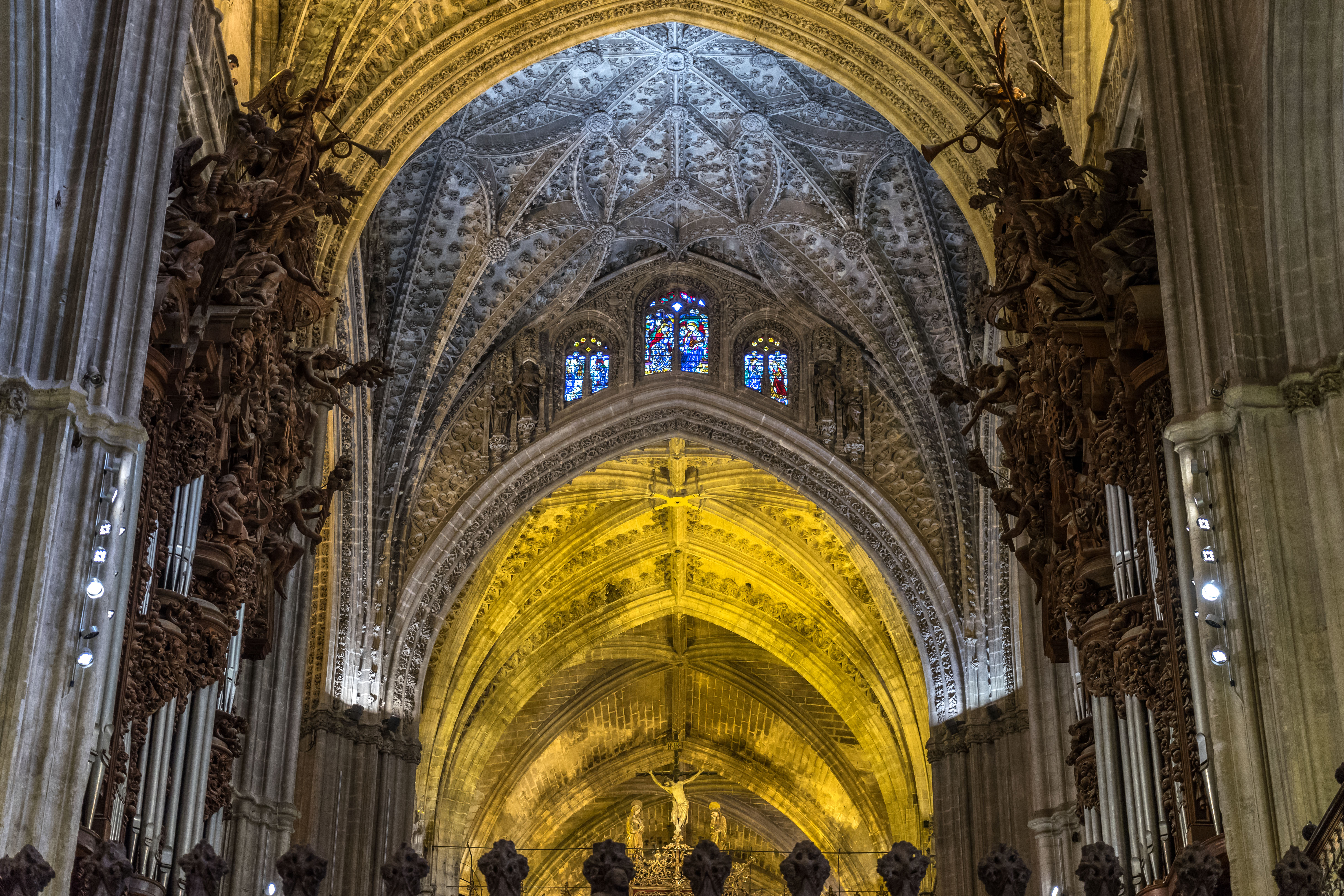
Plafond et orgues.
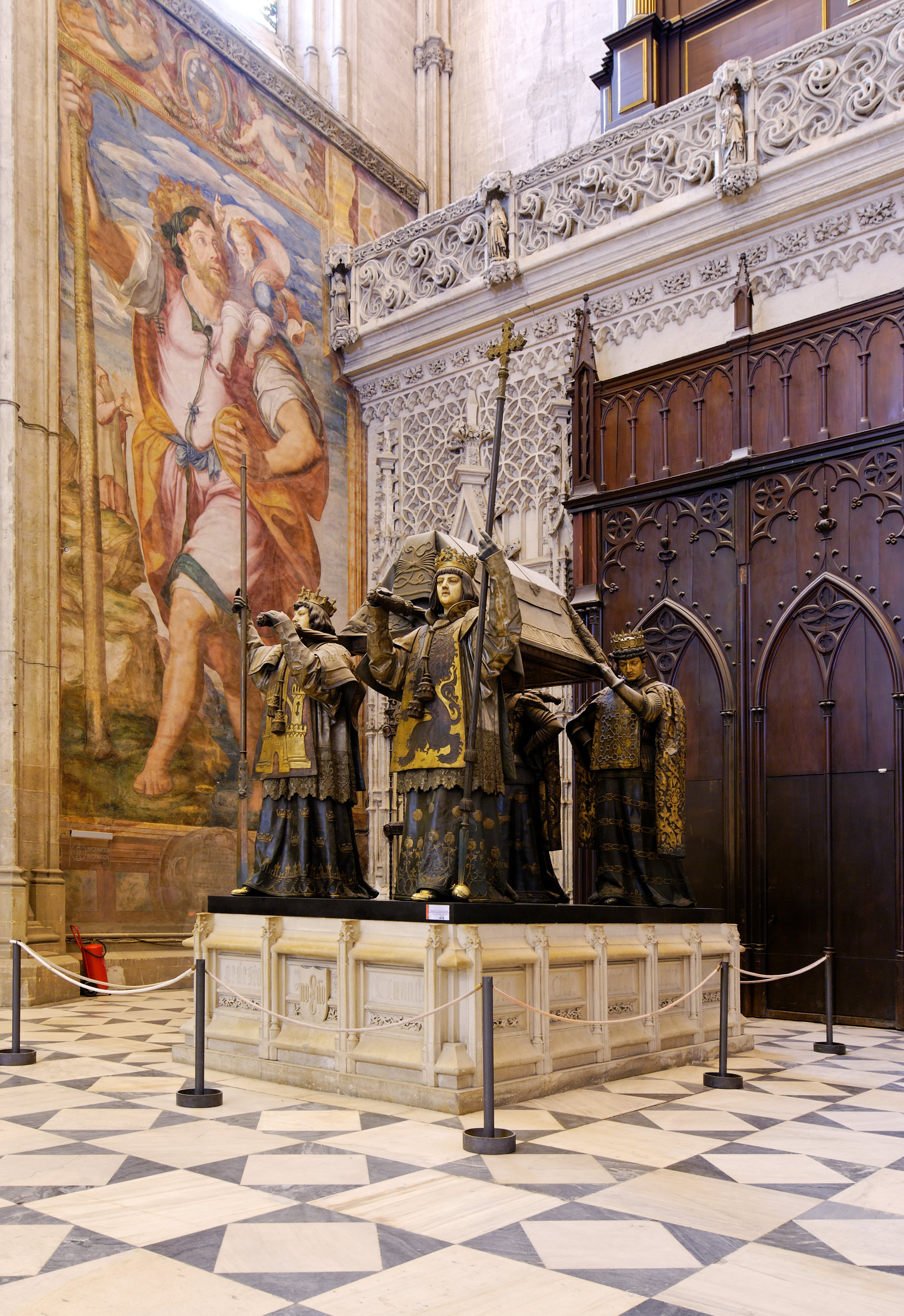
Tombeau de Christophe Colomb.
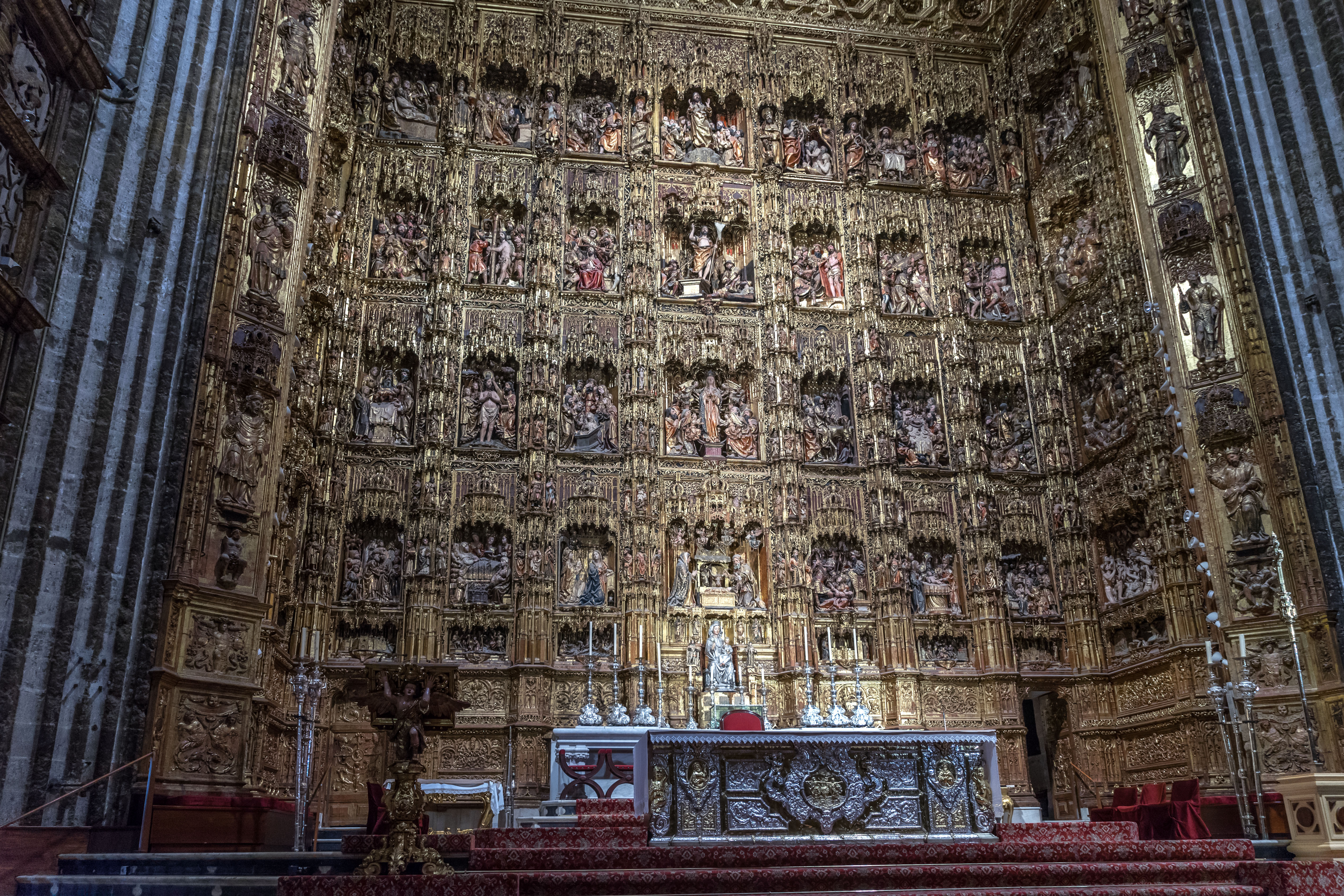
Retable de la grande chapelle.
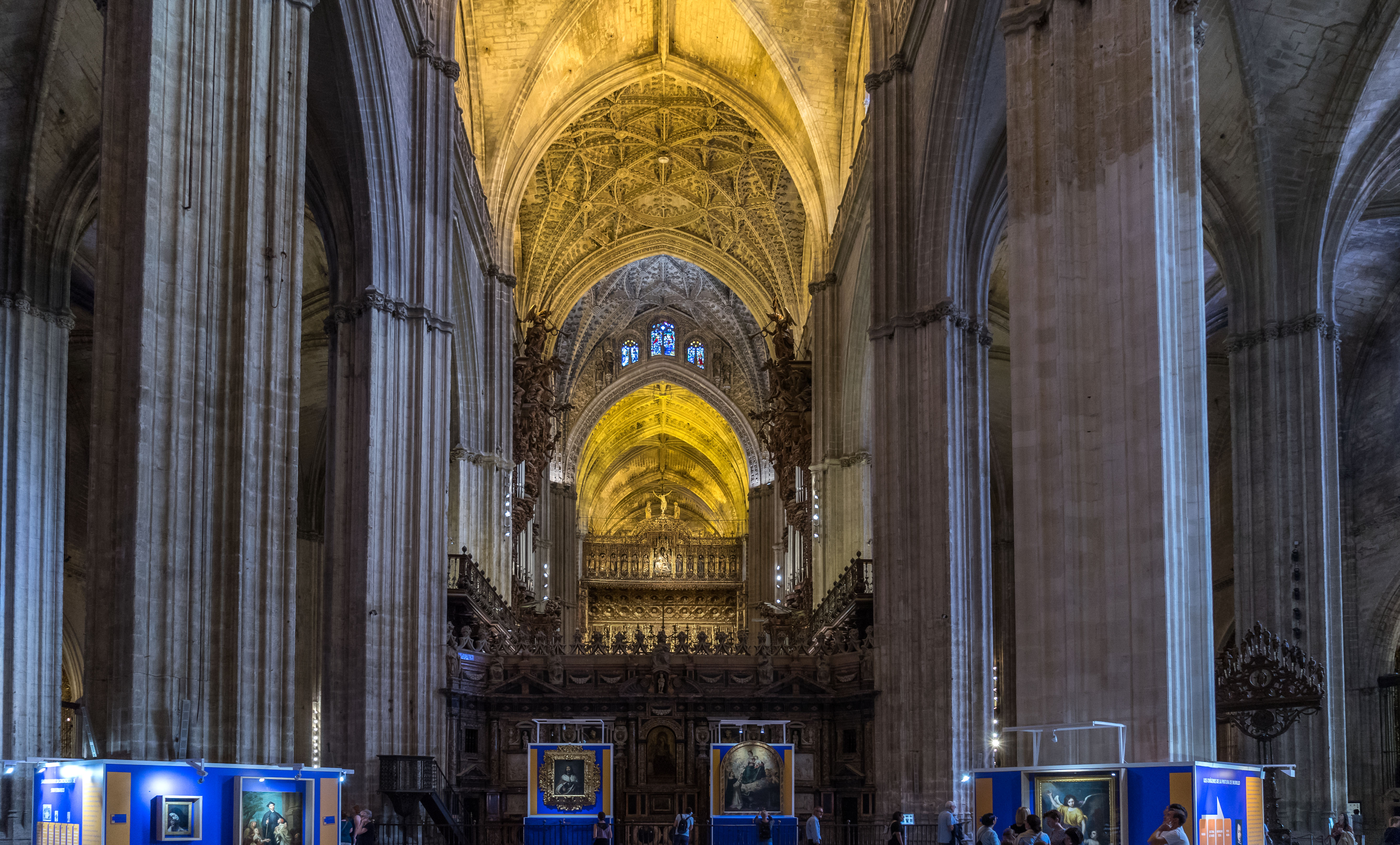
La nef de la cathédrale.
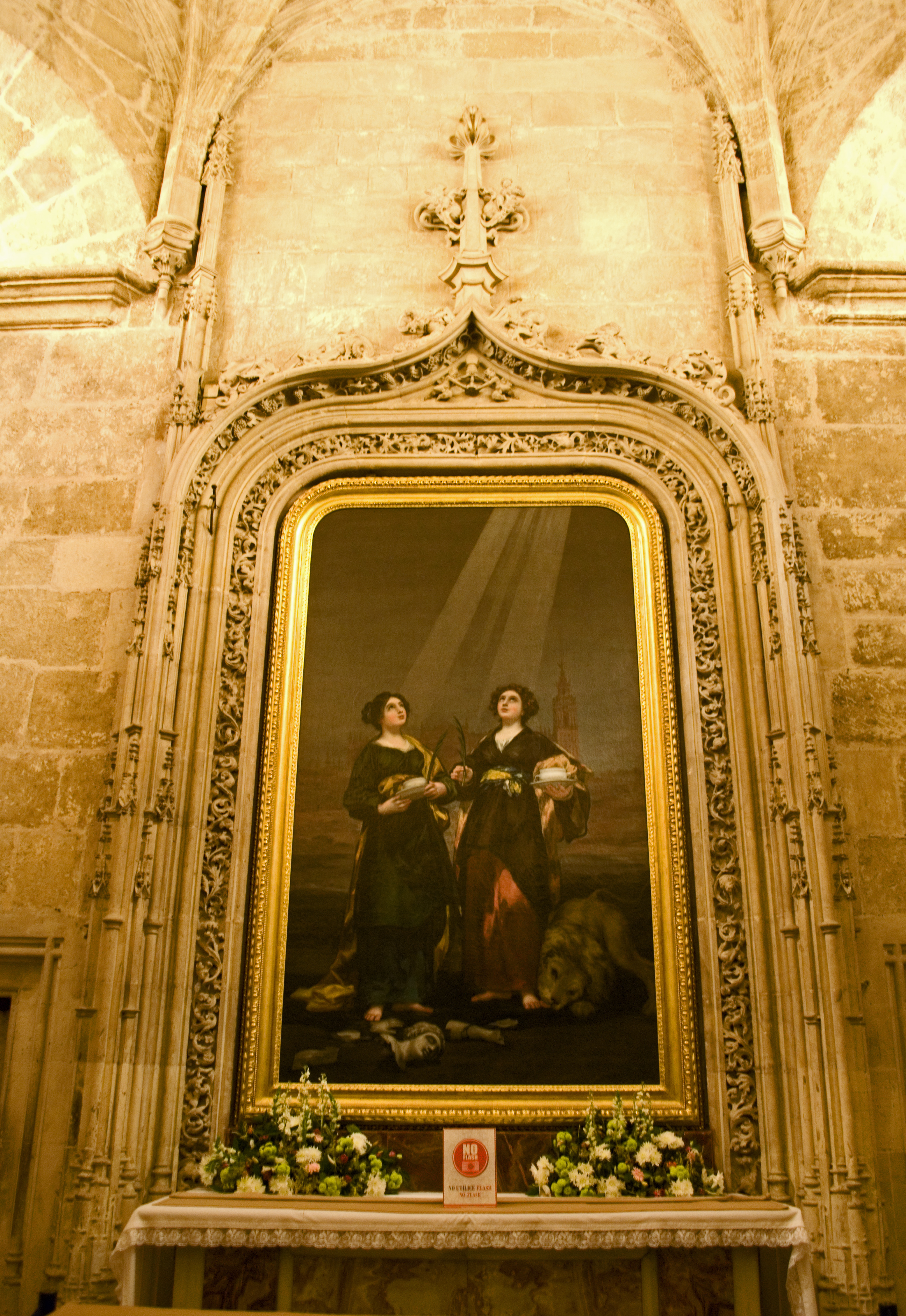
Saintes Juste et Rufine par Francisco de Goya.
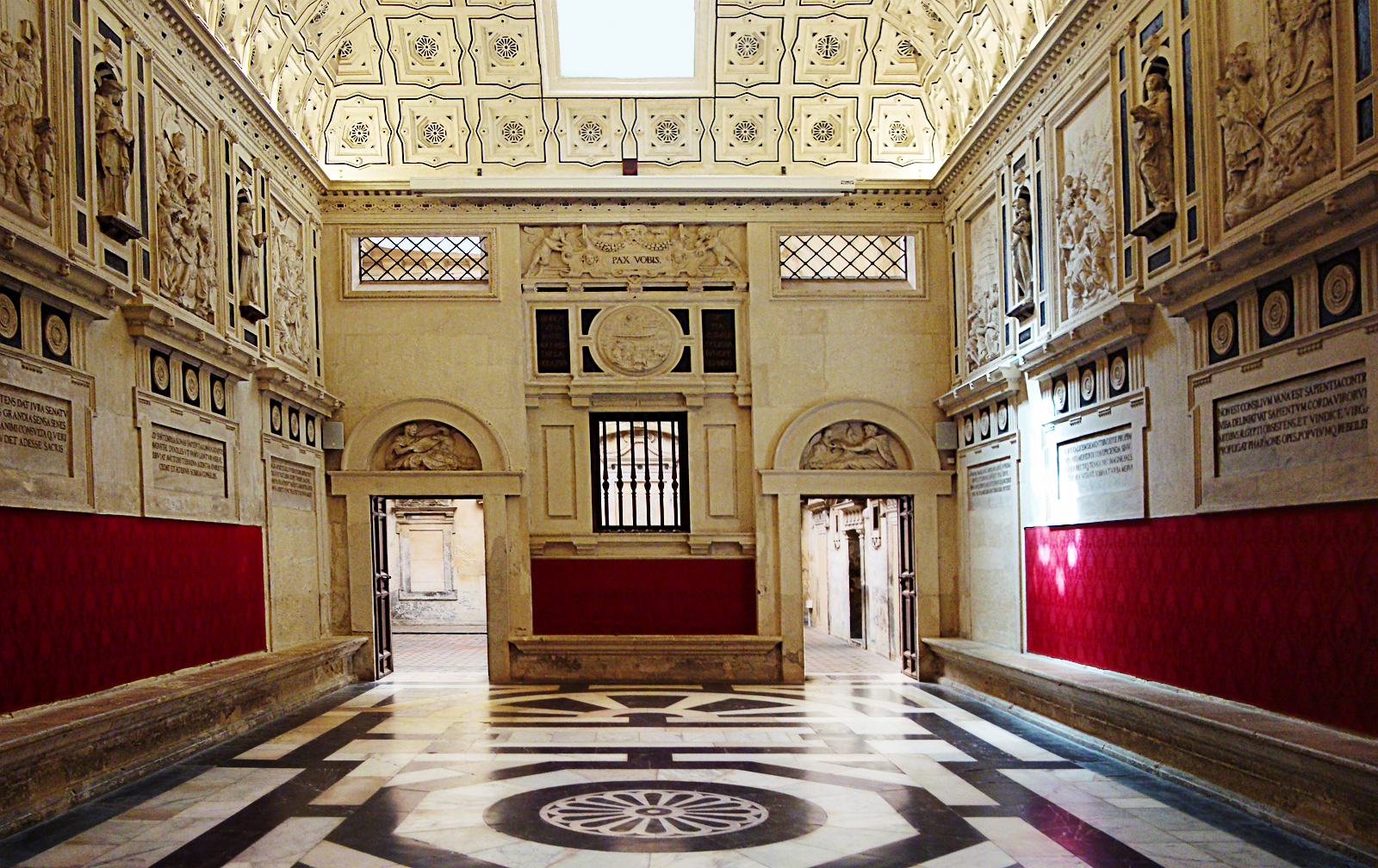
Antichambre.
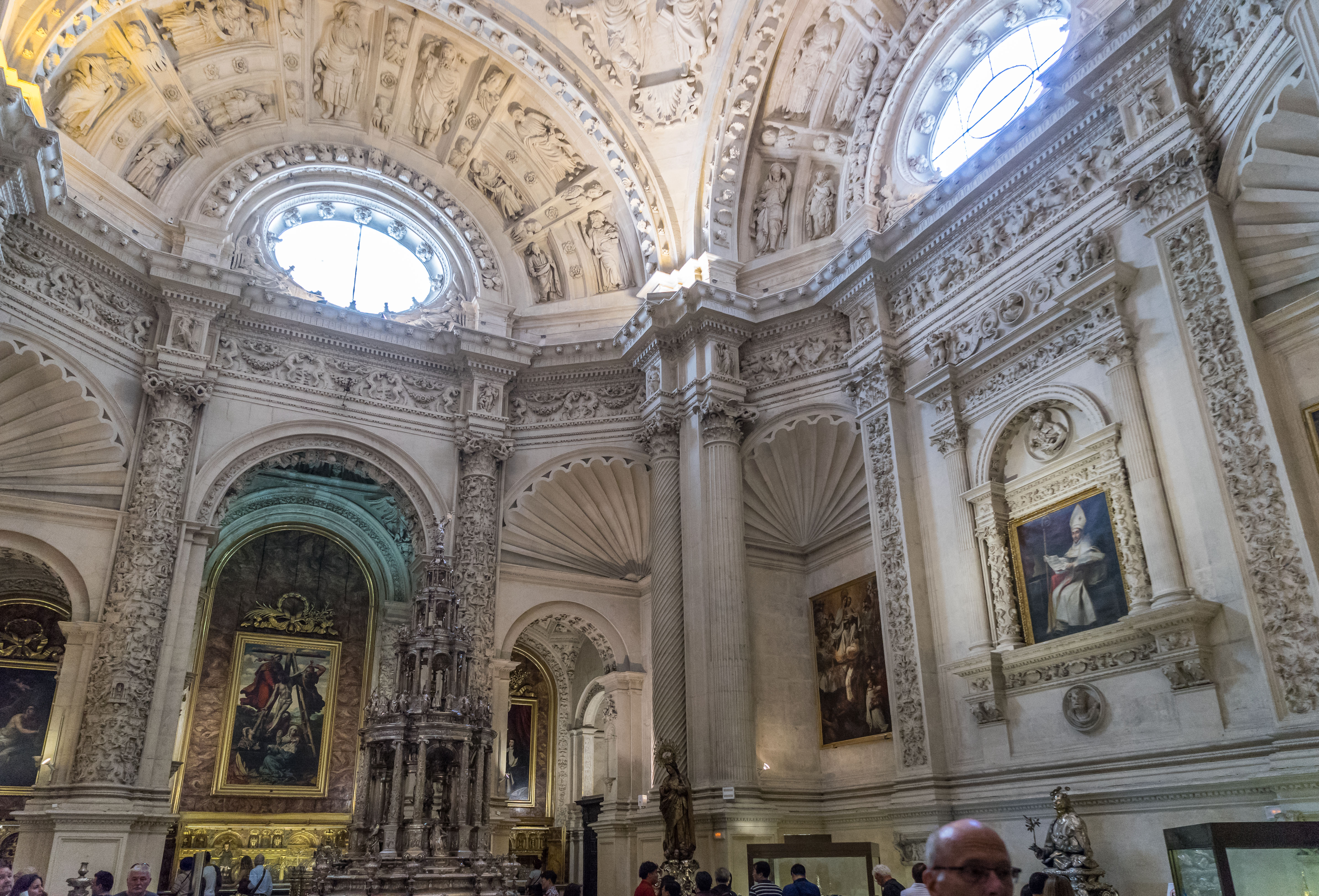
Sacristie.
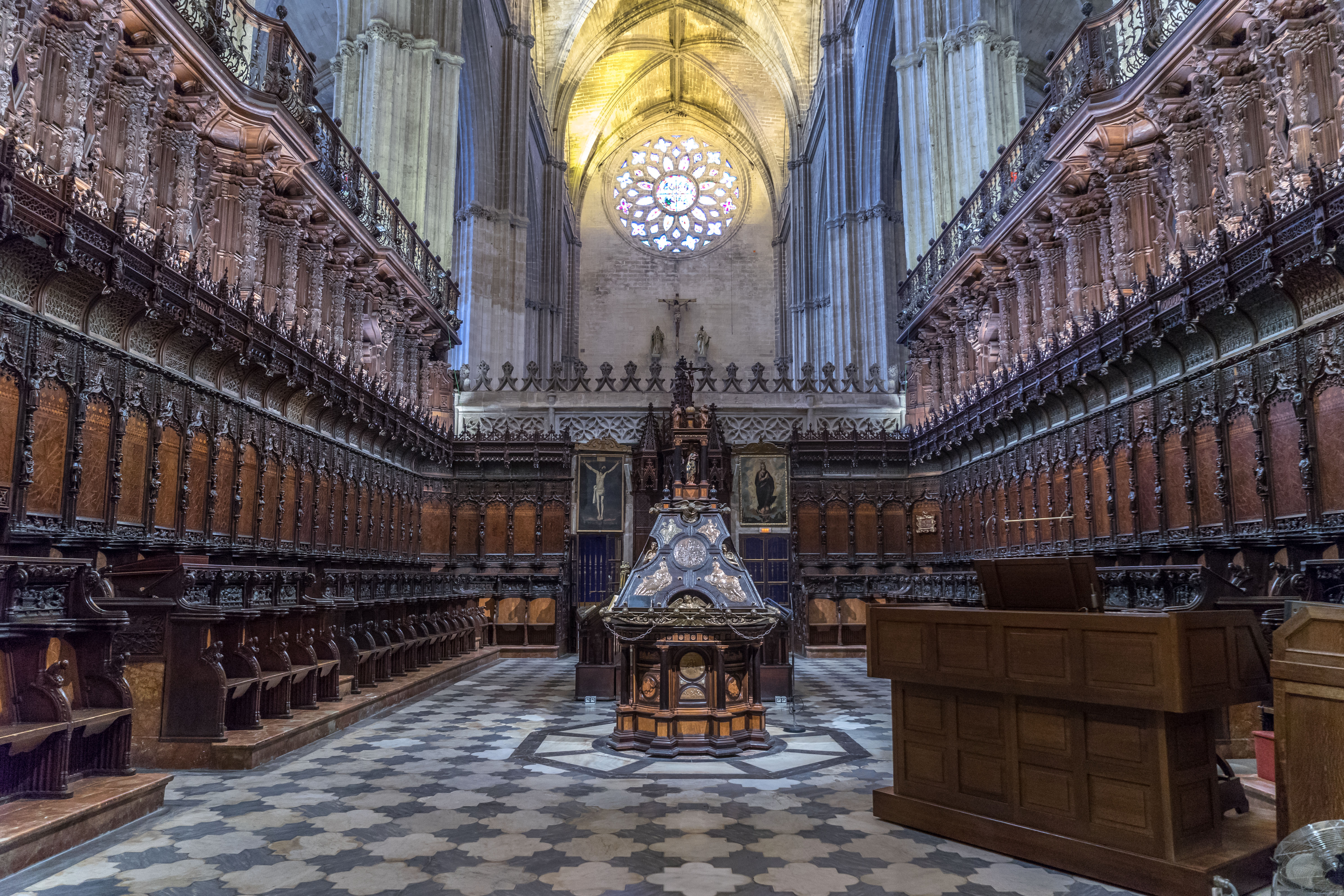
Chœur de la cathédrale.
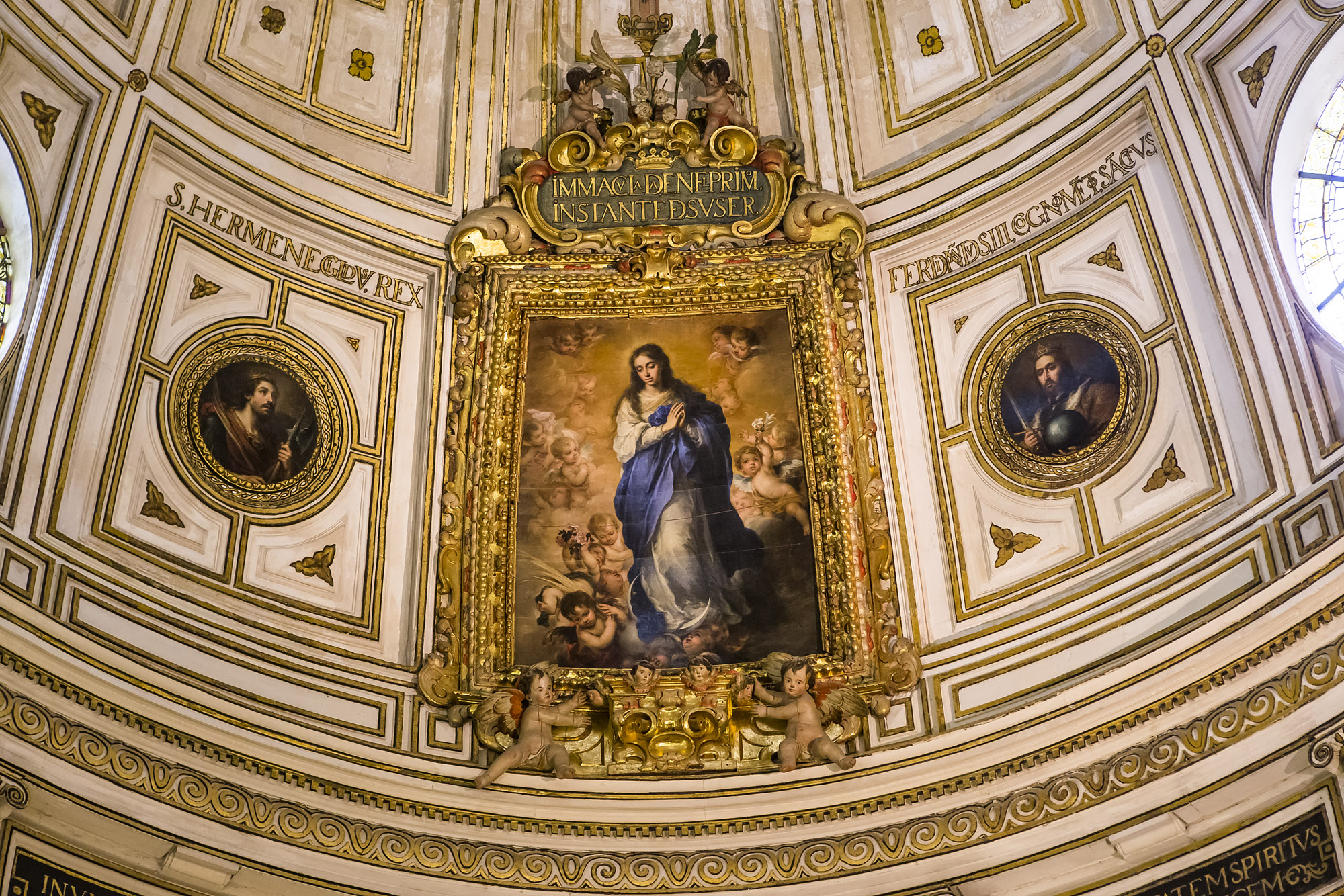
Coupole.
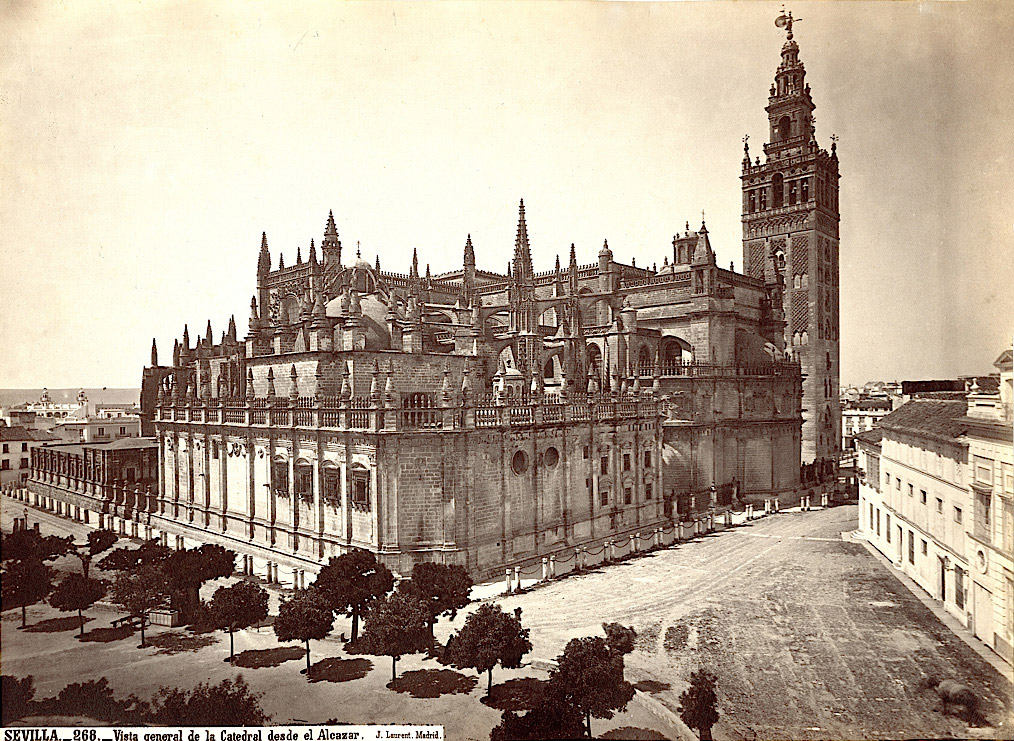
Cathédrale de Séville par Jean Laurent, c. 1866, Department of Image Collections, National Gallery of Art Library, Washington, DC
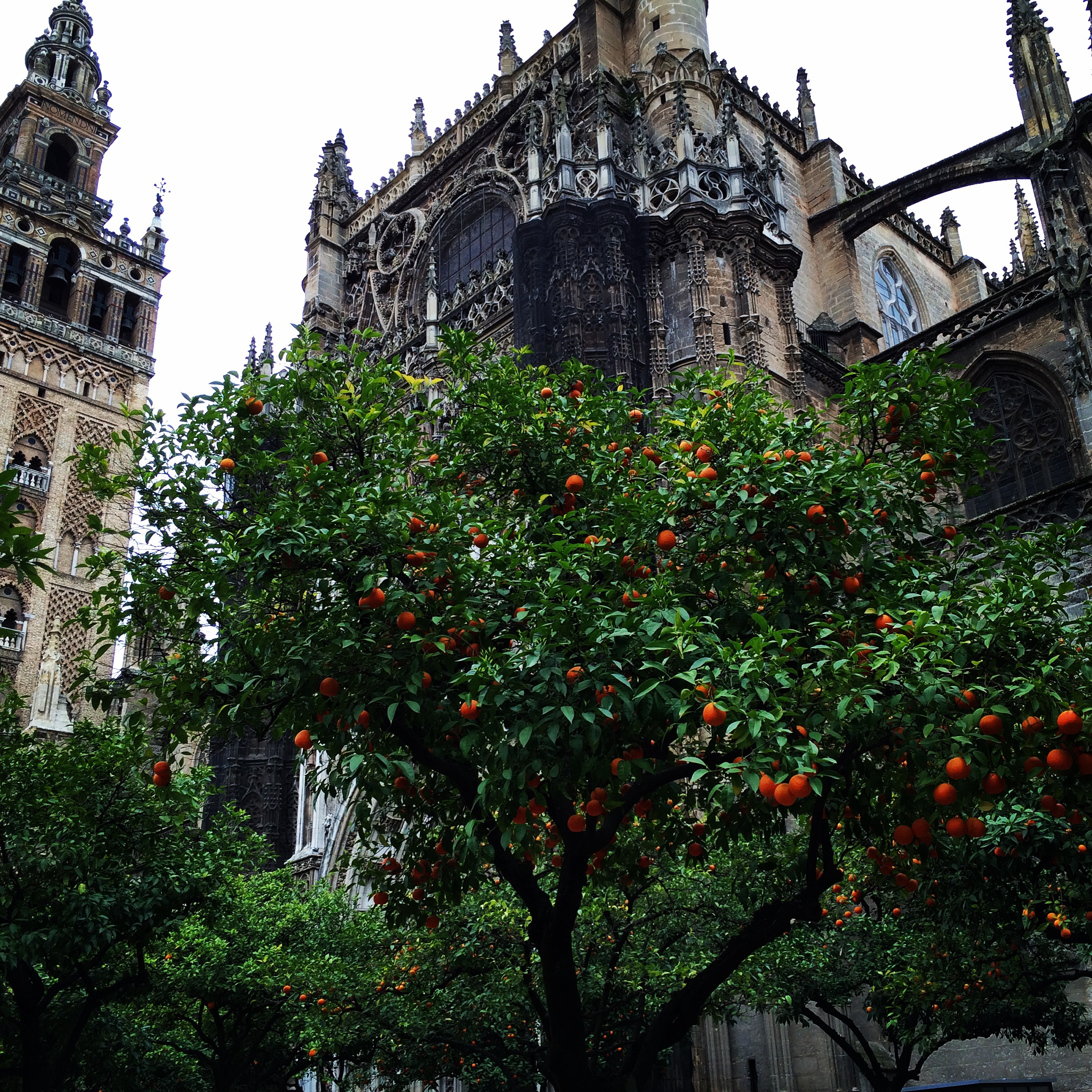
Le Patio de los Naranjos
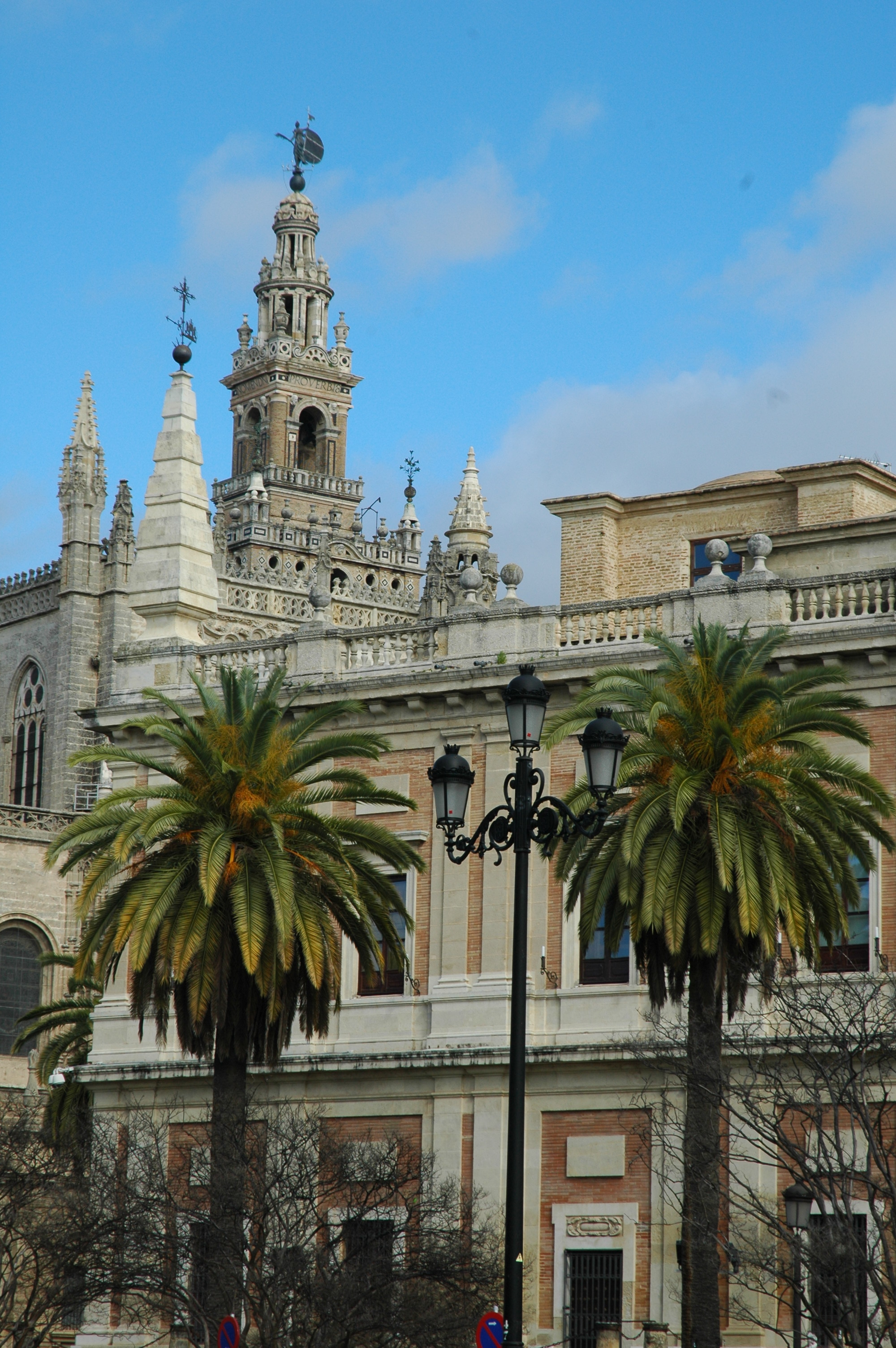
Vers la Cathédrale, vue sur la Giralda
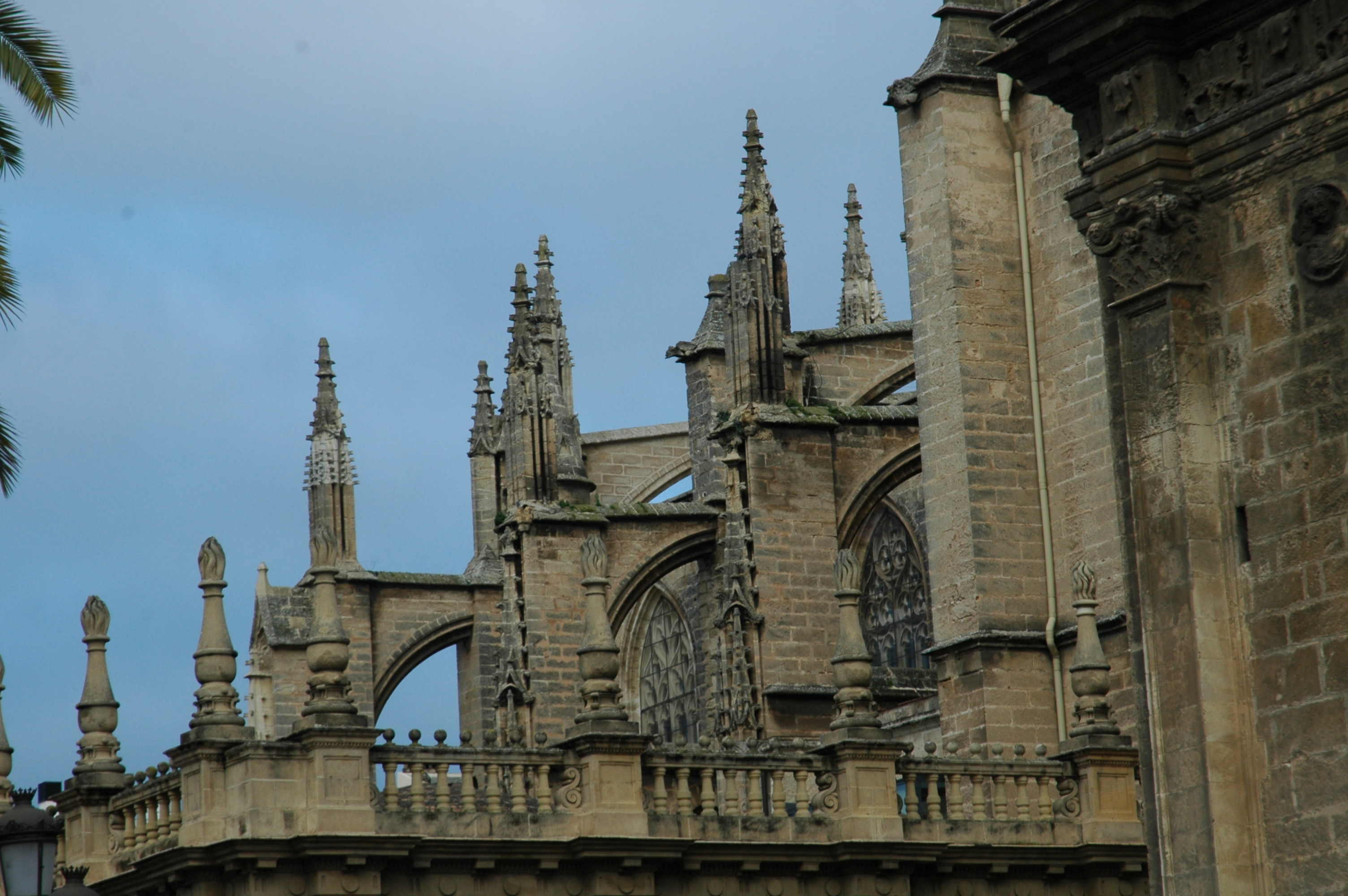
Détail de l'extérieur
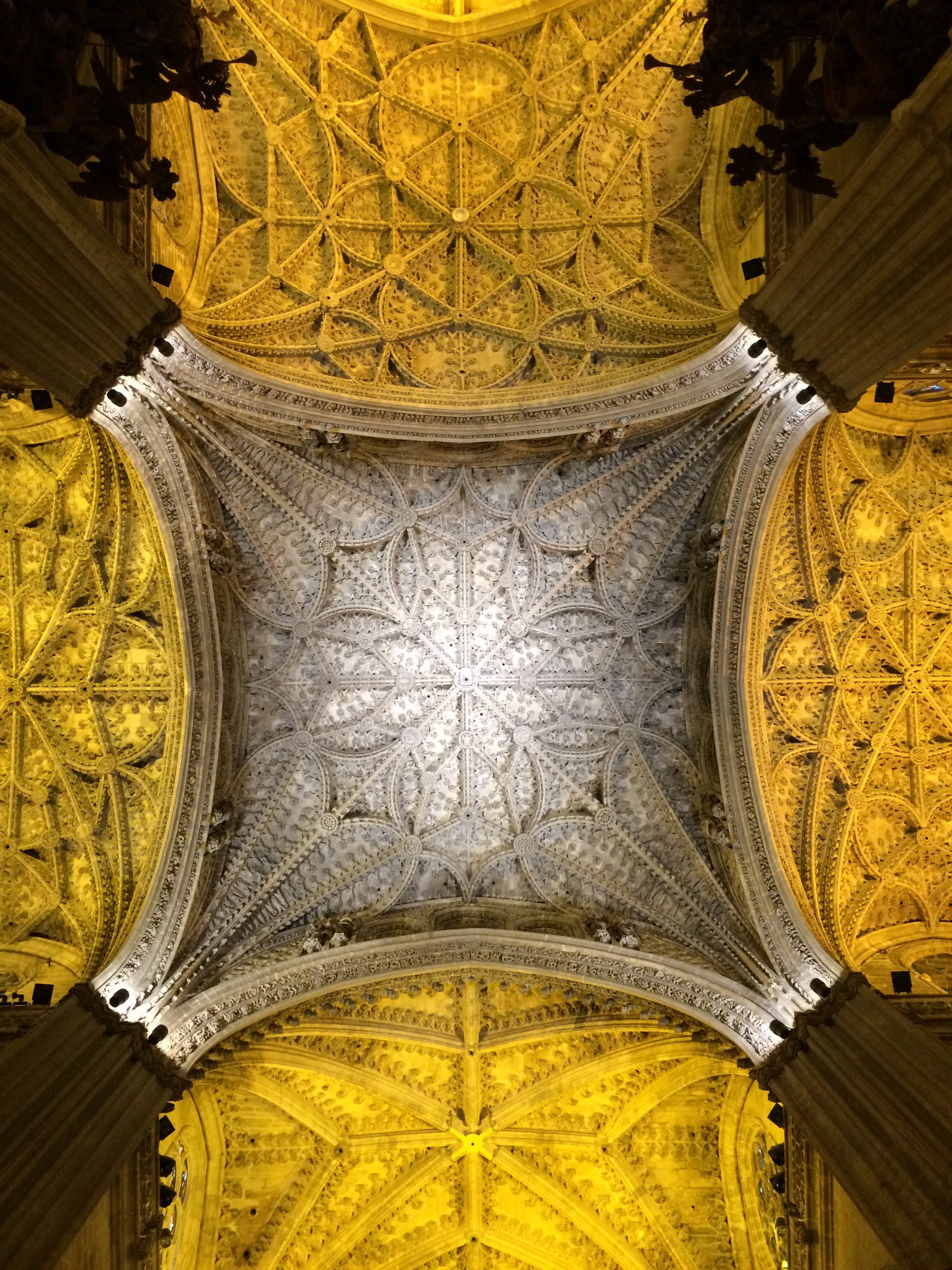
Détail de l'intérieur de la cathédrale